# Odd Berg
Pour les articles homonymes, voir Berg.
Odd Berg (né le 3 janvier 1952 à Molde en Norvège) est un ancien joueur et entraîneur de football norvégien.
Il est connu pour avoir, avec son club du Molde FK, fini meilleur buteur du championnat norvégien en 1974 avec 13 buts.
Son frère, Jan Berg, fut également footballeur.